# Липље (Котор Варош)
Липље је насељено мјесто у Босни и Херцеговини у општини Котор Варош, ентитет Република Српска. Према попису становништва из 2013. у насељу је живјело 273 становника.

## Историја
Помен насеља Липље везује се за настанак истоименог манастира.

## Становништво
Према попису становништва из 1991. године, мјесто је имало 744 становника.
| Демографија | Демографија | Демографија |
| Година      | Становника  | Становника  |
| ----------- | ----------- | ----------- |
| 1961.       | 1.098       |             |
| 1971.       | 1.058       |             |
| 1981.       | 1.013       |             |
| 1991.       | 745         |             |
| 2013.       | 273         |             |